# Équation différentielle de Lagrange
Pour les articles homonymes, voir Lagrange.
 (février 2023).
Si vous disposez d'ouvrages ou d'articles de référence ou si vous connaissez des sites web de qualité traitant du thème abordé ici, merci de compléter l'article en donnant les références utiles à sa vérifiabilité et en les liant à la section « Notes et références ».
En mathématiques, l'équation différentielle de Lagrange est une équation différentielle qui peut se mettre sous la forme suivante
{\displaystyle y=a(y')t+b(y')\,}
pour deux fonctions a et b continûment dérivables. Elle porte le nom du mathématicien Joseph-Louis Lagrange (1736-1813).
Les fonctions affines solutions portent le nom de solutions singulières. Elles sont de la forme {\displaystyle t\longmapsto mt+b(m)}, avec {\displaystyle a(m)=m\,}.
Les solutions régulières sont celles qui vérifient {\displaystyle y\ C^{2}} et {\displaystyle y''\,} non nulle. Soit t dans {\displaystyle \mathbb {R} }. On dérive les deux membres de l'équation et on effectue le changement de variable {\displaystyle p=y'\,}, pour obtenir
{\displaystyle p=a'(p){\frac {dp}{dt}}t+a(p)+b'(p){\frac {dp}{dt}}\,}
L'équation obtenue peut alors se mettre sous la forme 
{\displaystyle (p-a(p)){\frac {dt}{dp}}=a'(p)t+b'(p)}
qui est une équation différentielle linéaire d'ordre un. Elle se résout explicitement, ce qui donne l'expression de p et grâce à l'équation initiale on connaît y(p).
Ce ne sont pas là toutes les solutions. Des solutions hybrides peuvent être obtenues par raccordement des précédentes. Le théorème des fonctions implicites montre que, sauf au voisinage de points exceptionnels, on peut exprimer localement {\displaystyle y'\,} comme une fonction de {\displaystyle x,y\,}, continûment dérivable. Il n'y a donc pas d'autres solutions que celles obtenues par raccordement.